# 孙子涵
孙子涵（1992年6月11日—），華語流行音乐男歌手、詞曲創作者。2011年以学生歌手身份出道。因创作的音乐作品丰富且点听量高，又被网友称为“音乐小超人”、“数位小天王”。

## 演艺经历
2011年6月20日，正在就读大学的孙子涵发行了首支个人单曲《我不是没脸的男孩》，正式进入歌坛；7月28日，推出個人首張專輯《一年一度的夏天》，單曲「全世界宣布愛你」突破2.2億次點聽，掀起熱議。以驚人的速度積極推出作品：2012年5月《畢業生》、2013年6月《最近還好麼》、2014年《涵劇先森》《詞舊》、2015年《III级跳Skip Hop & Jump》，皆在市場取得亮眼的成績，被網友封為『數位小天王』。
2015年底，經紀公司北京簡單快樂文化與台灣福茂唱片攜手合作，首次在台灣推出專輯《璧咚》，首波主打歌「像我這樣的少年」找來知名女歌手李佳薇一同飆歌，同年初次至台灣進行宣傳通告與記者會。
2016年上半年，他沉澱自我，遠赴韓國進修，除了舞藝的精進，也讓創作力再次大爆發，推出了自傳小說《這孤獨世界幸好有你》與同名單曲，作品字裡行間更加細膩。2016年10月，推出全新專輯《雙子涵》，收錄自己的創作超過專輯曲數的一半，更有兩首歌曲擔任了製作人。抒情歌曲「回憶那麼傷」攻占台灣各大數位排行榜冠軍數週，在youtube上的點聽次數累積超過500萬次。

## 音樂作品

### 專輯
| #    | 專輯資料 | 曲目 |
| ---- | --- | --- |
| 1st  | 首張專輯“一年一度的夏天” - 語言：國語 - 發行日期：2011年8月6日 - 發行公司：簡單快樂文化發展有限公司                             | 曲目 1. 最簡單的聲音 2. 兩秒的對望 3. 全世界宣布愛你 4. 在夏天的街角等你 5. 我不是沒臉的男孩 6. 致命的甜蜜 7. 請安靜的忘記我 8. 從夏天開始到夏天結束 9. 最簡單的聲音(Remix)                                                |
| 2nd  | 第二張專輯“畢業聲” - 語言：國語 - 發行日期：2012年5月14日 - 發行公司：簡單快樂文化發展有限公司                                  | 曲目 1. 如果回忆能死 2. 那些学校没有教过的事儿 3. 一千个分手的理由 4. 想回从前的时空 5. 耳机分半 6. 人生下站见 7. 对待坏女孩 8. 约定好的 9. 对着背影说爱你 10. 毕业后你不是我的                                            |
| 3rd  | 第三張專輯“微青春的附件” - 語言：國語 - 發行日期：2012年12月26日 - 發行公司：簡單快樂文化發展有限公司                           | 曲目 1. 情圣 2. 微情歌 3. 恶人 4. 微青春午后的咖啡馆 5. 傻子疯子和白痴 6. 陪你到终点 7. 一段无疾而终的爱情 |
| 4rd  | 第四張專輯“最近還好嗎” - 語言：國語 - 發行日期：2013年6月17日 - 發行公司：簡單快樂文化發展有限公司                              | 曲目 1. 只剩回忆这首歌 2. 相爱多么难得 3. 冻结 4. 想做回Bad Boy 5. 把我还给我 6. 隐身守候 7. 唐人 8. 想改变今晚 9. 孙大圣的逆袭 10. 最近还好么                                                                             |
| 5th  | 第五張專輯“涵劇先森” - 語言：國語 - 發行日期：2014年6月17日 - 發行公司：簡單快樂文化發展有限公司                                | 曲目 1. 巴黎夜雨 2. 最後的淚滴 3. 易筋經 4. 劇情殺青 5. 哈姆雷特的眼淚 6. 傷心為禮物 7. 逆風少年 8. 好了傷疤忘了痛 9. 最後的距離                                                                                           |
| 6th  | 第六張專輯“辭舊” - 語言：國語 - 發行日期：2014年12月 - 發行公司：簡單快樂文化發展有限公司                                       | 曲目 1. 只是忘了回家的路 2. 不該再是舊的 3. 約會對白 4. 想做你的 Boy Friend 5. 半截神經病 6. 連藉口都沒有 7. 該怎麼辦 8. 無藥可救 9. 約會對白(聖誕版)(& 朱婧佳) 10. 初衷模樣                                               |
| 7th  | 第七張專輯“壁咚” - 語言：國語 - 發行日期：2015年11月 - 發行公司：簡單快樂文化發展有限公司                                       | 曲目 1. 壁咚(未完成) 2. 世界那麼大(& 黃美珍) 3. 給我機會重來 4. 黑 5. 像我這樣的少年(& 李佳薇) 6. 別對我說沒有未來 7. 子時 8. 易筋經 9. 把我還給我 10. 最後的距離 11. 想回從前的時空 12. 畢業後你不是我的 13. 不該再是舊的 |
| 8th  | 第八張專輯“雙子涵雙EP《現在的我就》《是最好的我》” - 語言：國語 - 發行日期：2016年10月11日 - 發行公司：簡單快樂文化發展有限公司 | 曲目 1. 最美不過初相見 2. 這孤獨世界幸好有你 3. 一刀未剪 4. 你在糾結什麼 5. 傻傻等 6. 被 7. 跳到太陽升起來 8. 誰對誰的好都不是應該的 9. 棒棒棒 10. 回憶那麼傷 11. 灰色 12. 總是那麼傻 13. 晃著晃著就老了                   |
| 10th | 第十張專輯“心上認” - 語言：國語 - 發行日期：2018年5月18日 - 發行公司：簡單快樂文化發展有限公司                                  | 曲目 1. 文藝舊傷 2. 獎狀 3. 想你一整夜 4. 還聽人勸 5. 爸爸的話 6. 悄悄 7. 起來嗨 8. 只住我自己 9. 亂了陣腳 10. 內個女的 |
| 11th | 第十一張專輯“疲憊生活中的英雄” - 語言：國語 - 發行日期：2020年6月11日 - 發行公司：簡單快樂文化發展有限公司                      | 曲目 1. 但還是會 2. 慌慌張張 3. 冷暖自知 4. 疲憊生活中的英雄 5. 城北沒你不再美 6. 一愛多少年 7. 我還有還有 8. 墜落 9. 小號 10. 想太多                                                                                      |
| 12th | 第十二張專輯“人生依舊滾燙” - 語言：國語 - 發行日期：2023年6月11日 - 發行公司：簡單快樂文化發展有限公司                          | |

### 單曲
| #    | 曲目             | 發行日期       | 單曲資料                                |  |
| ---- | ---------------- | -------------- | --------------------------------------- |  |
| 1st  | 我不是沒臉的男孩 | 2011年6月20日  | *                                       |  |
| 2st  | 請安靜的忘記我   | 2011年7月11日  | *攜手韓國歌手Sara                       |  |
| 3st  | 降龍十八掌       | 2011年10月21日 | *網遊《降龍十八掌》主題曲               |  |
| 4st  | 畢業後你不是我的 | 2012年2月20日  | *《畢業了我們一無所有》主題曲           |  |
| 5st  | 陪你到終點       | 2012年11月1日  | *《寫給年少回不去的愛》主題曲           |  |
| 6st  | 堆傷             | 2013年9月30日  | *《那時年少4：青是受傷 春是成長》主題曲 |  |
| 7st  | 烹愛             | 2017年4月20日  | *《花間提壺方大廚》片尾曲               |  |
| 8st  | 長安城外的夜     | 2017年7月19日  | *                                       |  |
| 9st  | 撕心(孫子涵)     | 2017年5月      | *                                       |  |
| 10st | 萬裡挑一         | 2018年1月      |                                         |  |
| 11st | 左右             | 2018年11月7日  | *                                       |  |
| 12st | 胡鬧             | 2018年12月10日 | *                                       |  |

### 为他人创作
| 曲目         | 主唱   | 戲劇曲目                            | 發行日期      | 備註 |
| ------------ | ------ | ----------------------------------- | ------------- | ---- |
| 这一刻，爱吧 | 付辛博 | 微电影《这一刻,爱吧2013》同名主题曲 | 2013年4月21日 |      |

### 参演MV
| 时间          | 名称         | 参演艺人       |
| 2014年5月29日 | 《剧情杀青》 |                |
| 2014年6月6日  | 《巴黎夜雨》 | 孫子涵、刘安琪 |

## 戲劇作品

### 电视剧
| 年份   | 片名                    | 角色 | 备注   |
| ------ | ----------------------- | ---- | ------ |
| 2014年 | 《STB超級教師》友情客串 | 胡策 | 網絡劇 |

## 獎項

### 大型頒獎禮獲獎獎項
| 年份   | 名稱                       | 獎項                                 | 作品           | 結果 |
| 2011年 | QQ音乐巅峰盛典             | 年度新人獎                           | 不適用         | 獲獎 |
| 2012年 | 亚太音乐榜                 | 内地最受欢迎新锐大奖                 | 不適用         | 獲獎 |
| 2016年 | QQ音乐巅峰盛典             | 年度十大热歌金曲獎                   | 壁咚（未完成） | 獲獎 |
| 2017年 | 城市至尊音乐榜             | 年度听众最爱创作歌手獎               | 最美不过初相见 | 獲獎 |
| 2017年 | 最具粉丝影响力明星颁奖盛典 | 最受粉丝喜爱歌手奖年度十大热歌金曲獎 | 不適用         | 獲獎 |

## 外部連結
- 孫子涵 Niko的Facebook專頁